# Dumbarton FC
Dumbarton FC is een voetbalclub uit Dumbarton in West Dunbartonshire. De club werd in 1872 opgericht en is daarmee een van de oudste van Schotland. De club was mede stichtend lid van de Scottish Football Association in 1873 en toen een van de grootste van het land. In 1891 werd de club samen met Rangers FC de allereerste Schotse kampioen. Het jaar erna droeg Dumbarton FC als enige
de titel.
De club kon echter niet op hoog niveau blijven spelen en speelde in totaal 19 seizoenen in de hoogste klasse. De club was voornamelijk in de 2de klasse actief, geen enkele club speelde vaker in de 2de klasse (65 seizoenen).
In 2000 verhuisde de club naar een andere stadion in de stad. Er kwamen meer toeschouwers en een promotie naar de 3de klasse werd afgedwongen. In 2012 promoveerde de club voor het eerst sinds 1995/96 naar de tweede klasse en hield het daar tot 2018 vol.

## Erelijst
- Scottish Premier League
  - Winnaar (2): 1891, 1892

- Scottish Football League First Division
  - Winnaar (2): 1910/11, 1971/72

- Scottish Football League Second Division
  - Winnaar (1): 1991/92

- Scottish Football League Third Division
  - Winnaar (1): 2008/09

- Scottish Cup
  - Winnaar (1): 1883
  - Runner-up (5): 1881, 1882, 1887, 1891, 1897

## Eindklasseringen
| 13 |

| 12 |

| 15 |

| 15 |

| 9 |

| 10 |

| 10 |

| 16 |

| 4 |

| 4 |

| 9 |

| 4 |

| 4 |

| 6 |

| 10 |

| 17 |

| 12 |

| 6 |

| 14 |

| 12 |

| 14 |

| 10 |

| 14 |

| 7 |

| 4 |

| 1 |

| 16 |

| 10 |

| 14 |

| 4 |

| 7 |

| 4 |

| 7 |

| 4 |

| 8 |

| 11 |

| 7 |

| 2 |

| 9 |

| 6 |

| 3 |

| 12 |

| 12 |

| 6 |

| 7 |

| 1 |

| 9 |

| 8 |

| 2 |

| 10 |

| 9 |

| 10 |

| 4 |

| 6 |

| 6 |

| 2 |

| 6 |

| 3 |

| 7 |

| 10 |

| 5 |

| 8 |

| 1 |

| 6 |

| 7 |

| 3 |

| 7 |

| 5 |

| 7 |

| 8 |

| 8 |

| 9 |

| 6 |

| 6 |

| 9 |

| 9 |

| 2 |

| 4 |

| 10 |

| Niveau 1 | Niveau 2 | Niveau 3 | Niveau 4 |

| Periode    | Niveau 1                | Niveau 2              | Niveau 3            | Niveau 4            |
| 1893-1975  | Division One            | Division Two          | Division Three      | --                  |
| 1975-1998  | Premier Division        | First Division        | Second Division     | Third Division      |
| 1998-2013  | Scottish Premier League | First Division        | Second Division     | Third Division      |
| 2013-heden | Scottish Premiership    | Scottish Championship | Scottish League One | Scottish League Two |

## Bekende (oud)spelers
- David Bagan

## Records
- Grootste overwinning: 13-2 tegen Kirkintilloch in 1888
- Grootste nederlaag: 1-11 tegen Albion Rovers (1926) en Ayr United (1952)
- Hoogste aantal toeschouwers: 18 001 tegen de Raith Rovers in 2 maart 1957

Annan Athletic ·
Clyde FC ·
Dumbarton ·
East Kilbride FC ·
Edinburgh City ·
Elgin City ·
Forfar Athletic FC ·
Stirling Albion ·
Stranraer FC ·
The Spartans